# ها هيون وو
ها هيون وو (هانغل: 하현우)هو مغني وكاتب أغاني كوري جنوبي. ولد في 25 نوفمبر 1981 في جولا الشمالية في كوريا الجنوبية. إنه الصوت الرئيسي وعازف الجيتار في فرقة الروك جوككاستن [الإنجليزية] .

## وصلات خارجية
- ها هيون وو على موقع ميوزك برينز (الإنجليزية)